# Mazgoš
Mazgoš (cyr. Мазгош) – wieś w Serbii, w okręgu pirockim, w gminie Dimitrovgrad. W 2011 roku liczyła 30 mieszkańców.